# Berkeley Sports
Der Berkeley Sports ist ein Mini-Sportwagen, den der britische Hersteller Berkeley Cars von Oktober 1956 bis April 1958 in zwei Serien baute.
Beide Serien hatten eine zweisitzige Roadsterkarosserie aus GFK, die in drei Teilen (Bodengruppe, Front, Heck) gefertigt wurde. Die Türen waren vorne angeschlagen und so aufgehängt, dass sie sich von selbst schlossen. Die Wagen waren als Zweisitzer mit Sitzbank konzipiert, aber mit einer Abdeckung hinter den Sitzen versehen, die entfernt werden konnte. Normalerweise war dort der Platz für das Reserverad und das Gepäck, aber es konnte auch ein einzelner Sitz für ein kleines Kind eingebaut werden. Die Ausstattung war spärlich, sogar die Tankanzeige war nur als aufpreispflichtige Sonderausstattung erhältlich.

## SA 322 (B60)
Der SA 322 (auch B60) war das erste Serienmodell der Firma und wurde im September 1956 vorgestellt. Die Fertigung lief von Oktober 1956 bis Januar 1957. Zunächst wurden zwei Prototypen gefertigt und im Spätsommer 1956 rund um Biggleswade getestet. Stirling Moss fuhr im September 1956 einen in Goodwood und die öffentliche Präsentation fand auf der London Motor Show statt, ein Jahr, bevor der Lotus Elite mit einer ähnlichen GFK-Monocoque-Konstruktion herauskam.
Angetrieben wurde der Sports SA 322 von einem luftgekühlten Zweizylinder-Zweitakt-Reihenmotor, den British Anzani zulieferte. Der Motor hatte einen Hubraum von 322 cm³ (Bohrung × Hub = 60 mm × 57 mm) und leistete 15 bhp (11 kW) bei 5000/min. Er war vorne quer eingebaut und trieb über eine Kette und ein handgeschaltetes Dreiganggetriebe die Vorderräder an. Dieses Motorenmodell war vorher schon von verschiedenen Motorradherstellern eingesetzt worden, z. B. von Cotton und Greeves, aber beim Berkeley wurde er mit einer Dynastartanlage von Siba versehen. Der Zweitaktmotor war sehr fortschrittlich und mit einem Drehschieber in der Mitte der Kurbelwelle ausgestattet. Das Dreiganggetriebe kam von Albion und hatte Lenkradschaltung.
Der Wagen hatte einzeln aufgehängte Räder mit Schraubenfedern und lieferte trotz des kleinen Motors auf Grund des geringen Gewichtes von nur 274 kg gute Fahrleistung und hatte eine exzellente Straßenlage. Hydraulisch betätigte Girling-Trommelbremsen mit einem Durchmesser von 178 mm verzögerten den Wagen.
Bis Januar 1957 entstanden 163 Exemplare.

## SE 328 (B60)

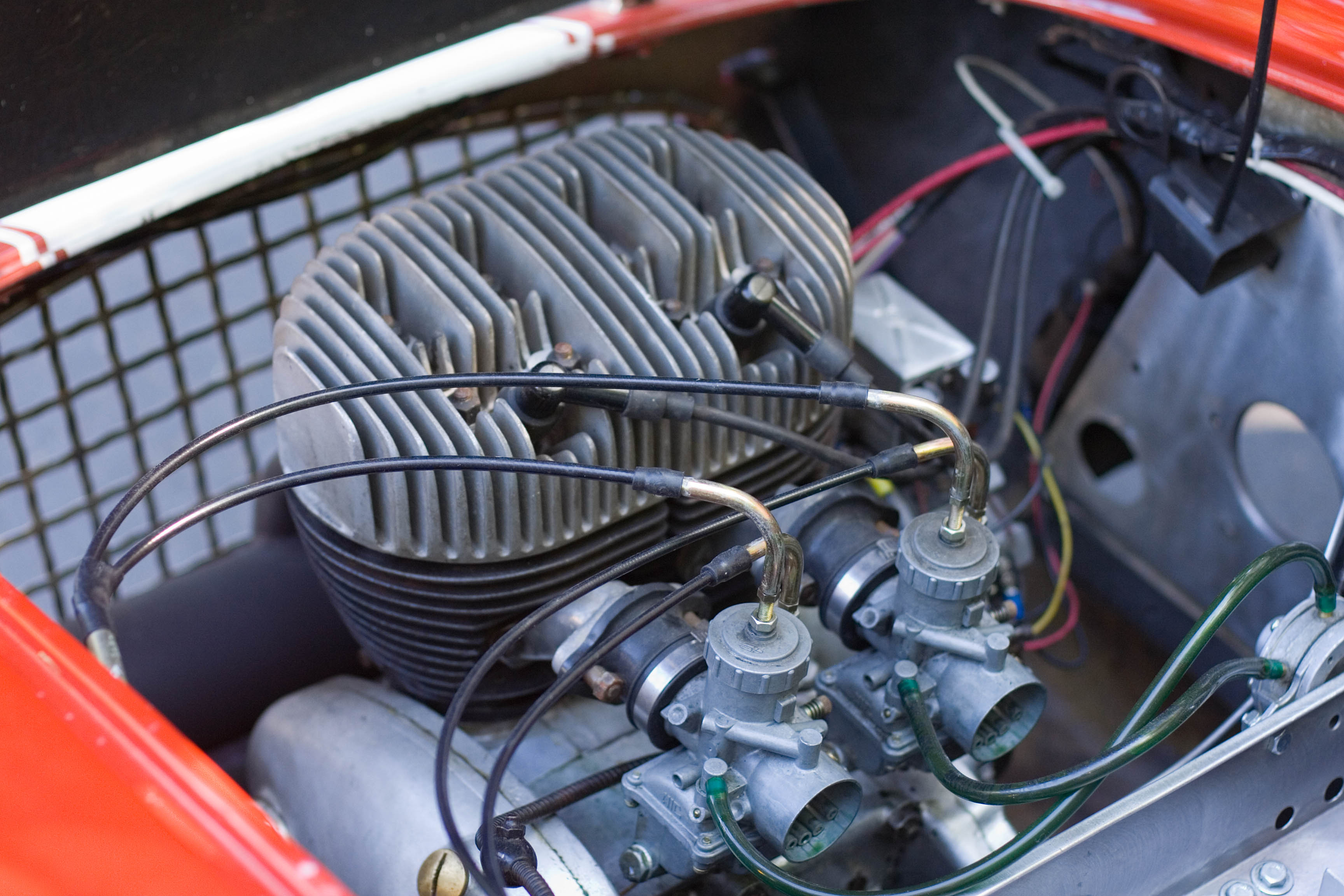
Excelsior-Motor des Berkeley Sports SE 328

Nach vier Monaten stellte Berkeley die Fertigung auf den SE 328 (auch B60) um. Die Karosserie entsprach bis auf kleinere Maßänderungen der des Vorgängers. Es wurde aber ein etwas größerer und stärkerer Motor eingesetzt.
Der Sports SE 328 hatte ebenfalls einen luftgekühlten Zweizylinder-Zweitakt-Reihenmotor, den aber Excelsior zulieferte. Er hatte einen Hubraum von 328 cm³ (Bohrung × Hub = 58 mm × 62 mm) und leistete 18 bhp (13,4 kW) bei ebenfalls 5000/min. Anstatt einer Drehschiebersteuerung hatte er eine einfache Schlitzsteuerung.
Viele Fahrzeuge wurden in die USA exportiert, wo sie für US-$ 1600,-- angeboten wurden. Der Hersteller warb mit der „Nummer 70“; dies sollte bedeuten, dass der Wagen 70 mph (112 km/h) schaffte und 70 mpg (Meilen pro Gallone) zurücklegen konnte, was etwa einem Benzinverbrauch von 3,4 l/100 km entspricht. Das Exportmodell hatte zur Erfüllung US-amerikanischer Beleuchtungsvorschriften höhergesetzte, separate Scheinwerfer, während die im Vereinigten Königreich ausgelieferten Modelle die Scheinwerfer in die vorderen Kotflügel integriert hatten. Die „amerikanischen“ Scheinwerfer konnten jedoch als Sonderausstattung geordert werden.
Die frühen Modelle des SE 328 bis Juni 1957 hatten Lenkradschaltung Parallel gab es ein „Deluxe“-Modell mit polierten Radkappen, einen Drehzahlmesser und Zwillingsvergaser. Ab Juni 1957 entfiel das Deluxe-Modell und das Dreiganggetriebe hatte Mittelschaltung.
Bis April 1958 entstanden 1259 Exemplare. Nachfolger war der stärker motorisierte B90 Twosome.

### Renneinsätze
Der Sports SE 328 war bei Rennen der kleinen Klasse relativ erfolgreich und erfuhr so auch ein großes Presseecho. Bekannte Fahrer waren z. B. Pat Moss, der 1958 einen Berkeley Sports SE 328 bei der Rallye Lüttich–Brescia–Lüttich in der 350-cm³-Klasse fuhr. Das Berkeley-Team – 6 Werksautos – führte bis nach Slowenien, aber dann zeigte die geringe Steigfähigkeit in der Sommerhitze die Schwächen der Wagen auf. Pat Moss’ Auto musste schließlich von einem anderen Berkeley nach Italien zurückgeschleppt werden. Keiner der Berkeleys konnte das Rennen beenden.